# 李嘉誠
李嘉誠爵士，大紫荊勳賢，KBE，JP（1928年7月29日—），香港企业家，籍貫廣東潮安，香港成長，自1940年起居住并活动在香港，曾多年位居亚洲首富，连续多年蝉联香港首富宝座。他創立的長江集團（長江實業）已成為香港最大企業之一。2018年3月16日，年屆90歲的李嘉誠與長和集團宣布於同年5月10日退休並轉為資深顧問，長和集團董事局主席由其长子李泽钜接任。

## 个人生平

### 家族
李嘉誠的曾祖父李鵬萬是清朝文官八贡之一，李家门前築有三米高的碑座，用來插台贡旗:1。李鵬萬的膝下有二子，一為長子李起英，二為次子李曉帆。李鵬萬在兩子之中，尤其喜愛次子李曉帆。李晓帆是清末秀才，送自己兩個兒子李云章、李云梯留學日本:1。李云章读早稻田大学商科，李云梯念师范。二人歸國後雙雙任教:1。
李嘉誠父親李雲經（1898年－1943年），於1913年考入省立金山中学，1917年以全校第一名的成绩毕业。那时李家已貧寒，沒有財力供李雲經上大学:1。李雲經教學有方，先後聘為當地宏安小學和郭壟小學校長:1-2。李雲經先在莲阳懋德学校当了一名教师，1935年李云经被聘为宏安崇圣小学校长。:2李嘉诚的叔父李云崧与李云经经历相仿，中学毕业后也被聘为隆都后沟小学校长。

### 童年
1928年7月29日，李嘉誠出生於廣東省潮安縣北門街面線巷。父親李雲經，母親莊碧琴（1893年－1986年5月10日），兩人育有3子1女，李嘉誠是長子。嬰兒時李嘉誠額頭高高，被家人和鄉鄰們稱為「大頭誠」，五歲上潮州北門街觀海寺小學:2。
1939年6月，日機轟炸潮汕城區，學校開始停課；不久，潮汕淪陷:3。他們先逃到松坑鄉（今属文祠镇），後又逃到後溝，父李雲經與母莊碧琴商議，要投奔香港妻弟莊靜庵（1908年－1996年10月13日），1940年冬李嘉诚一家上路，所幸沒有遇到日軍，足足走十多天，終於來到香港:3。
1941年聖誕節前夕，日本佔領香港，香港英軍向日軍投降。港幣不斷貶值，物價飛漲，李家生活愈加困難，母親與其他弟妹於是返回潮安。

### 青少年
1943年冬，李嘉誠父亲李雲經去世，臨終給兒子留下遺言：求人不如求己，做人要有骨氣；失意不要灰心，得意切莫忘形:6。舅舅莊靜庵表示要資助李嘉誠完成中學學業，李嘉誠告訴舅舅，自己打算終止學業，去做鐘錶公司，從小學徒幹起，半年時間學會各種鐘錶修理與維護:8-9。李嘉誠學徒期滿，被調到高陞街鐘錶店當店員:9。随後成為手錶錶帶售貨員，當時只有15歲。他離開舅舅公司，去五金廠做推銷員:10。五金廠剛剛打開局面，他到一家塑膠帶公司當推銷員:11。17歲轉職為玩具推销员。18歲時被提拔為業務經理，統管產品銷售，兩年後又升為總經理，負責公司全面業務:14。他的商业天资在這時已經顯現，他更定立理想必定要成為富商。
与此同时，莊靜庵的女儿，李嘉誠的表妹莊月明走的卻是完全不同的另一條路。她以優異成績從英華女學校畢業後，進入香港大學，後來又留學於日本明治大學。不過，她一直牽掛著在香港拼搏的表哥，她與李嘉誠兩小無猜的純真感情還隨著年齡而增長。

### 事业发展
1950年夏，李嘉誠創立長江塑膠廠:16。創業資本是五萬港元，部分是省吃儉用攢下，一大部分是向親友借來:16。他在香港得到外母邱碧雲（1911年－2002年4月14日）支持，參與當時最重要的出口商品——塑膠花販賣。对此经历，李嘉誠感慨良多：“當年的長江塑膠廠只是生產一些普通的塑膠玩具和家庭日用品，經由出口洋行運銷歐美。在最初十年間，他每星期都要工作七天，每天至少工作16小時，晚上還要自修，加上工廠人手不夠，自己要身兼買貨、接單等工作，經常睡眠不足，早上必須以兩個鬧鐘起床，可說是每天最難過的時刻。”
1957年底，長江塑膠廠集資招股，組建成股份制企業，更名為長江實業有限公司，李嘉誠任董事長兼總經理:28。到1958年，長江公司营业额达到1,000万港元，純利潤達到100多萬港元:30。他因此贏得香港「塑膠花大王」稱號:30。令他拿下第一桶金。他先於1958年在工廠區購入土地，興建一座12層工業大廈，1960年又在柴灣興建一座工業大廈，兩座工業大廈面積共12萬平方英尺:35-36。
1963年4月27日，李嘉誠與表妹莊月明結婚。翌年，兩人生下長子李澤鉅。
1971年6月，李嘉誠成立長江地產公司:39。1972年7月，李嘉誠將長江地產改為長江實業有限公司，委托財務顧問擬定上市申請書、公司章程、公司業積及帳目，同年10月申請上市，11月1日獲得掛牌:41。長江實業股票認購超過發行額65.4倍；上市第一天，長江實業股票由發行價3元升到6元多:41。曾在1970年代收購持有希爾頓酒店（現長江集團中心）的美高企業及青洲英泥的控制性股權。
1979年9月25日，李嘉誠宣佈透過長江實業向香港上海滙豐銀行購入英資第二大洋行、市值約60億港元的和記黃埔22.4%股權，其後逐步增持，1980年底增至41.7%。李嘉誠成功控制和記黃埔，長江集團幾乎是富可敵國。1981年，《遠東經濟評論》（Far Eastern Economic Review）以「李超人」作封面，從此「李超人」一詞便成為李嘉誠的代名詞。1985年，乘怡置系出現財政困難，通過和黃以29.05億元收購置地名下港島區及南丫島的電力供應商香港電燈公司34.9%股權。1989年上半年，把鴨脷洲發電廠重建為香港島大型屋苑，並命名為「海怡半島」。1986年，透過家族公司及和黃，以32億元收購加拿大赫斯基能源石油公司52%股權，1992年再收購43%，獲絕對控制權。1987年，首次登上《富比士》富豪排行榜。1989年，中國大陸發生六四天安門事件，於當時外資企業大舉撤資的時候，李嘉誠反而大舉進軍大陸市場，成為了香港在中國大陸的最大投資者。北京的大型綜合物業項目「東方廣場」就是他在中國大陸的「得意傑作」。後來李嘉誠把在广东省投资的交通基建等大陸投資項目組成長江基建，该司在大陸的能源建設行业佔有很重要的份量
。他亦於1991年奪得香港本地另外一個商業電台廣播牌照，並命名「新城電台」。
2014年12月11日，長江和記實業（長和）於開曼群島註冊，為長實全資子公司。2015年1月9日，集團公佈系內重組計劃。長實公佈與和黃合併，合併後公司名「長和集團」，棄用和黃名字。長實、和黃重組合併為長江和記實業（長和）。長和將兩間公司地產業務合併，組成長江實業地產（長地）。前者會接手兩個集團所有非房地產業務，包括港口及相關服務、電訊、零售、基建、能源及動產租賃業務，而後者則合併兩個集團房地產業務，外界因長和集團改於開曼群島註冊，傳聞李嘉誠有撤資大陸、香港意圖，李嘉誠向外界否認了傳聞。2015年9月12日，新華社旗下「瞭望智庫」微信公眾號9月12日發布《別讓李嘉誠跑了》一文，李嘉誠發表聲明「最近一些人對我本人和集團作出毫無根據的指責，惹來網民及傳媒的關注。在此，我多謝各位的關心，並藉此機會作出回應。首先感謝國內、香港以及國外的朋友對我的肯定和信任，我明白言論自由是一把兩刃刀，因此一篇似是而非的文章，也可引發熱烈討論，這是可以理解的，但文章的文理扭曲，語調令人不寒而栗，深感遺憾」。
李嘉誠亦與香港最大銀行之一滙豐銀行關係良好，除購入和記黃埔的股權外，李嘉誠亦為匯豐股東之一，於1980年成為非執行董事，更位極滙豐控股（及其前身香港上海滙豐銀行）董事會非執行副主席達七年之久，直至1992年退任，時值匯控成立一週年。2009年匯控全球供股，李嘉誠亦全數行使其供股權以穩定股價。其長子李澤鉅現仍任香港上海滙豐銀行（現為滙豐控股子公司）董事。
2016年10月，長實地產（01113）及李嘉誠基金會，以200億元人民幣代價出售上海世紀匯廣場，集團預計獲利62.2億港元。

### 引退及正式退休
2018年3月16日，李嘉誠於長和系記者會上宣布於同年5月10日股東大會後退休，將辭去長和（001）及長實（1113）董事局主席兼執行董事職位，改任資深顧問。在退休後兩年便退下香港多年首富位置。
2018年5月10日，李嘉誠之後就在紅磡九龍海逸君綽酒店出席的舉行股東大會，約有1,500名股東出席，李嘉誠並隨即正式退任，結束他46年的董事局主席生涯，其後宣布轉任長和集團的資深顧問。長和遂由其長子李澤鉅升任董事局主席。

### 英国项目
2020年6月，李嘉誠位於倫敦泰晤士河的房地產項目Convoys Wharf獲得英國政府通過，預期投資額約10億元英鎊，第一期興建約456個單位。

### 投資越南
2021年的傳媒報道，指李嘉誠套现多個英國項目，投資越南地产項目。

## 财富及排名
據美國《福布斯》2004年2月號的排名，李嘉誠在世界富豪榜裡排行第19位，超越傳媒大亨梅鐸。2005年，《福布斯》公佈李嘉誠以財富188億美元排名第十。2006年，李嘉誠的總資產值高達230億美元，居世界第九位。2008年李嘉誠以265億美元的資產在《福布斯》排名世界第11位。
- 2009年美國財經雜誌《福布斯》公佈今年香港40大富豪榜，長實集團董事局主席李嘉誠以162億美元繼續坐穩榜首。《福布斯》指，雖然受金融海嘯影響使李嘉誠的財富因長實股價下跌，較去年減少一半至162億美元，但仍排榜首。
- 據2012年3月《福布斯》雜誌公佈的全球富豪排名，李嘉誠的净资产总值高達255億美元，折合約1990億港元，排名第九[26]。據2013年3月《福布斯》雜誌公佈的全球富豪排名，李嘉誠的淨資產總值高達310億美元，折合約2401億港元，排名第八[26]。
- 2012年5月25日，李嘉诚公开表示，长子李澤鉅将管理长和系全部资产，次子李澤楷則獲現金支持發展事業[27]。
- 2014年，李嘉誠在长和系業績發佈會上透露外界少估其身家一半。據2014年3月《福布斯》雜誌公佈的全球富豪排名，李嘉誠的净资产总值高達310億美元折合約2418億港元排名第20[26]。如按照福布斯的估算，再加上李嘉誠透露少估的50％，李嘉誠的净资产應是至少480億美元。
- 2014年5月，美国CNBC评出了自该台1989年开播以来，25年间对商业和财经界影响最为深远的25人，两位华人入选，其中李嘉诚排名16位[28]。
- 2015年1月，《福布斯》雜誌公佈的香港富豪排名，李嘉誠的净资产总值高達335億美元，折合約2600億港元，為香港首富[29]。
- 2015年3月，《福布斯》雜誌公佈的全球富豪排名，李嘉誠的净资产总值高達333億美元，折合約2600億港元，排第17名[30]。
- 2016年3月，《福布斯》雜誌公佈的全球富豪排名，李嘉誠的净资产总值高達271億美元排全球20位，折合約2100億港元。
- 2017年3月，《胡潤富豪榜》公佈李嘉誠的香港首富位置首次被順豐速運創辦人王衛取代[31]。
- 2018年3月，《福布斯》雜誌公佈的全球富豪排名，李嘉誠的净资产总值高達349億美元,折合約2700億港元，排全球23位[32]。
- 2019年3月，《福布斯》雜誌公佈的全球富豪排名，李嘉誠的净资产总值高達317億美元，全球排名第28位[33]。
- 2021年2月，《福布斯》雜誌公布的香港富豪排名，李嘉誠的淨資產總值高達354億美元，重登香港首富地位[34]。

2022年，《福布斯》公布年度香港50大富豪排行榜，李嘉誠繼續蟬聯首富寶座，身家約360億美元。
2023年，《福布斯》公布年度香港50大富豪排行榜，李嘉誠繼續蟬聯首富寶座390億美元。
但其在facebook、zoom之持股約二百億美金，另外赫斯基能源持股比例一半65億美元，再加上長和系250億美元持股，及其他投資的房產、美債、股票及幾百億港元現金，李氏身價至少五千億港元。

## 社會公益
李嘉誠基金會於1980年創立，主要專注於支持教育及醫療項目。李嘉誠曾經闡述基金會是他第三個兒子的概念，於2006年把三份一財產注入基金會，至今在推動教育、醫療、公益扶貧項目已逾300億港元，其中80%在內地和香港。他認為亞洲在奉獻文化上的觀念要有突破，要視建立社會的責任和延續後代同樣重要，分配財產作捐助，推動社會改善進步；這一念之悟，將為明天帶來更多新希望，世界因而更美好。李嘉誠基金、於1981年撥港幣1億元創立汕頭大學，對该大學的投資已過120億港元。1987年，捐赠5000萬港元，在跑馬地等地建立3间老人院。同年捐200萬港幣，投資建造潮汕體育館。1988年，捐款1200萬港元興建兒童骨科醫院。並對香港腎臟基金、亞洲盲人基金、東華三院捐助1億港元。 
1991年，李嘉誠向英國保守黨捐贈10萬英鎊作競選費用，引發英國兩大政黨爭議。同年为中国残联捐助1.05亿元，使大约3万名农村肢体残缺者得到救助。他还为华东水灾捐助5000万元及为汕头市台风灾害捐助500万元。1997年，北京大学百年校庆期间，李嘉诚基金会向北京大学图书馆捐赠1000万美元，支持新图书馆的建设。由此新的北大图书馆成为亚洲大学中最大的图书馆。1999年，李嘉誠基金會捐款4千萬港元予香港公開大學，香港公開大學於信德中心的持續及社區教育中心命名為李嘉誠專業進修學院。 2002年李嘉誠海外基金建立長江商學院，是中國第一所也是唯一一所实行教授治校的商學院。2003年11月MBA第一批學员入校，MBA學员GMAT入學成績高居亞洲首位，現在北京、上海、廣州等地設立學校，目前是中國最著名的十大商學院之一，目标是用十年的時間進入世界十大商學院之列。
2004年的印度洋大地震曾捐助300萬美元賑災。2005年5月，李嘉誠向香港大學醫學院捐出港幣10億元以資助醫科學生及醫學研究用，香港大學校長徐立之稱將重新命名香港大學醫學院為「香港大學李嘉誠醫學院」，並於2006年1月1日正式易名，此次轉名引起社會巨大爭議。2005年10月10日基金会与和记黄埔合共捐出50万美元予巴基斯坦地震灾民。 2005年11月，李嘉誠（加拿大）基金向加拿大多倫多聖米高醫院捐出2500萬元加幣（當時約1億6仟4百75萬港元），興建以他命名的醫學教育大樓。大樓於2011年建成。
2007年3月，李嘉誠向新加坡國立大學李光耀公共政策學院捐款1億新加坡幣（逾5億港元），創立教育及學術發展基金，設立教授席及40個碩士獎學金等。志在培育區內公共管治人才。這筆捐款一半由李嘉誠基金會捐出，其餘則由長江實業（集團）有限公司及和記黃埔有限公司分別捐出四分之一。獲捐款的公共政策學院院長馬凱碩表示，新增獎學金將惠澤中國大陸、香港、印度、越南、東南亞等國家及地區，新加坡學生亦可受惠。繼香港大學醫學院後，新加坡國大校園內一幢建築物，將其中一幢建築物命名為「李嘉誠大樓」。在新界粉嶺的東華三院李嘉誠中學，亦是以他命名的。校內不少設施的建設費用亦是由他捐贈的。這包括學校在禮堂的冷氣系統和建造校舍新翼之費用。
2008年汶川地震後，李嘉誠以及李嘉誠基金會、長江集團、和記黃埔等共計捐款1億3000萬元人民幣。2009年4月22日，李嘉诚旗下长江集团、和记黄埔联合向上海世博会中国馆捐赠人民币1亿元。2011年日本大地震發生後，李嘉誠於16日向日本紅十字會捐獻了100萬美元（即約總值8100萬日元），為地震災區提供金額援助。
2019年11月，李嘉誠基金會鑒於全球經濟疲弱，外加反修例運動的衝擊，宣佈10億港元幫助香港中小企業步出營運困難。這項「應急錢」計劃分三期發放，目標行業分別為飲食業、零售業、旅遊業及小販同業。
2019年及2020年，李嘉誠基金會推出合共逾2億港元之《愛能助》醫療計劃，為未能得香港政府資助的「夾心基層」病患者提供經濟支援。該計劃除支援香港醫療服務外，2020年的第二期計劃更將範圍擴至社福界；涵蓋對象包括視障、傷健人士、自閉症兒童、長者及基層家庭。
面對新型冠狀病毒疫情，李嘉誠基金會於2020年2月，捐款港幣1億元，支援武漢前線醫護抗疫。。全球努力抗疫，基金會一直在全球捐出資金及高規格防護物資，力撑各地醫護人員，以大約1.8億元支援全球抗疫。。
2020年9月16日，李嘉誠基金會首次同時向本地四間大學捐資共1億7,000萬港元，以支持多個科技項目，協助香港提升實質競爭力，受惠院校包括香港大學李嘉誠醫學院、香港中文大學醫學院、香港科技大學，以及香港教育大學。

2020年11月，緊急撥款300萬港元救助油麻地唐樓大火死傷者， 150萬港元支持香港潮州商會百周年慶典及系列活動。

2020年11月，捐款500萬港元資助《香港志》編纂工程。
兩位李嘉誠講座席教授，阿爾伯特大學霍頓教授（Professor Michael Houghton）與加州柏克萊大學杜娜教授（Professor Jennifer Doudna），分別獲得2020年諾貝爾醫學獎與化學獎。2020年12月，李嘉誠透過視像參與慶祝會，並獲贈諾貝爾獎牌複製版。李獲悉霍頓教授團隊中兩位華裔病毒學家朱桂林教授和郭勁宏教授默默耕耘，但沒被授予諾貝爾獎，遂宣佈向兩人贈予與霍頓教授的諾貝爾獎金等值之38萬美元。。
2021年1月24日，李嘉誠基金會捐款2,000萬港元，資助寶血醫院(明愛)全膝關節置換手術計劃。 
2月，李嘉誠基金會向 97,000 醫管局仝人送上港幣200元百佳現金券以感謝他們一直守護港人健康； 捐款410萬港元，資助瑪麗醫院腸胃科及肝臟病人於香港大學李嘉誠醫學院接受放射診斷。
2月底，基金會資助上海小白鴿舞蹈團創演海派兒童歌舞劇「小巴辣子」。
4月，基金會捐資3,000萬港元，提升中大李嘉誠健康科學研究所科研空間及設施。 同月，捐款400萬港元資助香港腎臟基金會「家居血液透析」項目。
李嘉誠基金會繼2019年捐資100萬加元，支持加拿大渥太華大學生物材料組織研究後，2021年4月增加捐資100萬加元予該校，資助脊髓捐傷治療研究。
6月8日，長江集團聯同基金會宣佈送出禮券港幣2,000萬元禮券，舉行抽奬，鼓勵市民接種疫苗。集團精選禮券組合可用於長江集團旗下品牌。
寶血醫院（明愛）全膝關節置換手術計劃第一期反應非常熱烈，2021年7月基金會增加2,000萬港元資助，與寶血醫院合作續推第二期。兩期共捐資4,000萬港元，惠及逾500名患者。
7月，資助香港大學李嘉誠醫學院內科學系設立李嘉誠內科醫學獎學金。
李嘉誠先生2021年7月26日透過其基金會捐款港幣2,000萬元予香港中聯辦特別賑災專戶，支援河南水災。
10月，捐助「香港航能」560萬港元為殘疾人士提供學習駕駛帆船機會。。
12月，捐款500萬港元資助香港大學李嘉誠醫學院心胸痛症病人冠狀動脈電子斷層掃瞄血管造影診斷項目。
2022年2月至3月，李嘉誠基金會因應2019冠狀病毒病香港疫情捐6,000萬港元給香港私家醫院接收公立醫院非染疫病人，另外捐500萬港元給護理安老院購置防疫抗疫物資和應急之用。。
4月，200萬港元捐助「親切」運動零界限共融計劃； 200萬港元支持香港耀能協會成立感覺統合訓練及專業培訓中心。
5月，基金會聯同長江集團各捐款300萬港元予公益金及時抗疫基金。5至6月，500萬港元支持香港護理專科學院推動專科護士持續教育；1.5億港元助中文大學醫學院科研經費；支持香港教育大學普及 AI 教育課程。
6月，支持建造業傷亡援助計劃為建造業事故傷者及死者家屬提供援助。
7月，人民幣1,000萬元捐助汕頭大學醫學院第一及第二附屬醫院腎透析患者輔助項目。
8月，400萬港元資助香港大學李嘉誠醫學院睡眠窒息症研究及肺癌診斷項目。
2023年1月，贊助疫情間守護香港的醫護、服務香港的外傭和福利機構等免費乘坐「新春幸運摩天輪」。同月，資助上海小白鴿舞蹈團經費人民幣100萬元。資助香港大學肝臟(3月)及腸胃科(10月)病人橫斷面成象掃描診斷項目。
4月，人民幣1億元資助潮州市人民醫院新建綜合樓。。
7月，1,100萬港元支持惜食堂及香港理工大學護理學院《惜食天使‧識健計劃》培訓受惠婦女以支援長者健康。。
8月，3,000萬港元捐助京津冀及東北地區水災賑濟工作。。同月，1,000萬元人民幣資助汕頭大學醫學院附屬醫院貧困病人補助項目。同月，2,500萬美元支持亞洲公益聯盟推動創新解決方案以應對亞洲以至全球關注的議題。。同月，捐款港幣100萬元，與香港歌劇院合作推出「李嘉誠基金會與香港歌劇院青年歌唱家海外交流計劃」，以支持培育本地藝術家。
9至10月，逾6,000萬港元資助香港大學李嘉誠醫學院及香港中文大學醫學院提升人工智能的教學應用。及支持香港教育大學推動AI普及認知教育。。
10月，300萬港元資助香港腎臟基金會「家居血液透析」項目。 同月，資助癌症兒童於養和醫院進行質子治療。。
12月，港幣2,000萬元支援甘肅省地震賑濟工作。
2024年3月，港幣1,000萬元支持養和醫院「心臟導管介入資助計劃（2024-26）」。
5月，捐款400萬美元支持美國密西根大學設立肝臟病學研究教授席及相關研究基金。
2024年下半年，香港大學李嘉誠醫學院和香港中文大學醫學院獲李嘉誠基金會捐贈創新癌症治療儀器Histotripsy系統，並指發展醫療產業可助香港應對正面臨的經濟挑戰。
隨後，李嘉誠基金會捐款資助多個醫療社福項目，包括：200萬港元支持寶血醫院（明愛）「白內障手術資助計劃」；200萬港元支持香港中文大學醫院「尿路碎石手術資助計劃」；200萬港元支持香港醫藥援助會「醫社一心  牙科治療資助計劃」；100萬港元支持親切「低收入家庭特殊需要(SEN)學童共融運動計劃」。

## 爭議及觀點

### 据称有意入籍英国
1985年6月18日，李嘉誠出任香港特別行政區基本法起草委員會委員:105。1986年，香港上海汇丰银行董事会主席沈弼向英国内政大臣建议，向四、五名香港华人富商给予英国护照，英国首相撒切尔夫人曾经促英国内政部研究，最终在内政部建议下否决此提议。1989年3月20日，英国外交及联邦事务大臣的私人秘书皮尔斯（R. N. Peirce）致函撒切尔夫人私人秘书鲍威尔，称预计李嘉诚可能在次日同撒切尔夫人的会面期间要求获得英国公民资格。当时李嘉诚是英国属土公民（BDTC），根据英国国籍法须在英国居留5年方可取得英国公民资格，但是官员可酌情将居留时间减至最短2年。
根据英国国家档案馆2017年解封档案，1989年3月21日，李嘉诚与英国首相撒切尔夫人在英国伦敦会面，会议纪录显示撒切尔夫人知道李嘉诚“有兴趣取得英国公民资格（Mr. Li's interest in acquiring British citizenship）”，并将责成英国内政大臣韩达德与李嘉诚进一步商讨，但档案未显示李嘉诚此后是否曾向英国政府申请入籍。会议记录还显示，李嘉诚在此次会面中表示，不久前葡萄牙政府向超过10万名澳门居民提供葡萄牙护照，在香港引起了对英国的负面情绪，不少香港人不认同英国严格限制香港人移居英国的政策，李嘉诚说：“若较年轻的商界人士及公务员有机会获得英国护照，他们会更愿意留在香港。”此次会面八天后，李嘉诚致函撒切尔夫人称：“虽然没有人期望英国向所有人敞开大门（没有国家会这样做），使用一些酌情权（some use of discretion）可确保部分香港资金最少可在英国安家落户。”
1989年3月27日，李嘉诚接受《泰晤士报》专访，指出目标是将香港业务比重从八成减至六成，但强调无意因1997年香港回归而迁册。
1989年6月，香港上海汇丰银行主席沈弼致函英国保守党国会议员朱利安·埃默里，请埃默里协助李嘉诚取得英国公民资格。2017年长江和记实业发言人回复《明报》查询时称：“当时和记正研究在英国竞投和发展电讯及其他业务，曾就各项议题交换意见。”发言人未回应李嘉诚曾否向英国政府申请要求获得英国公民资格。

### 六四天安门事件及投资争议
1989年5月22日，北京學運進入高潮，國務院總理李鵬宣佈戒嚴，一群香港學生到長實集團總部請願，李嘉誠親自接收請願信。學生希望商界以物資包括金錢支持北京學生。當日李嘉誠公開回應稱，北京學生的動機是愛國的，香港工商界應予支持，包括金錢的支持。至於他會捐款多少支持北京學生，當時称正在考慮。20年後，《苹果日报》書面向李嘉诚查詢，了解他現時對六四的態度，但一直未有回應。学生运动被武力镇压后，当时外资企业大举撤资中国，李嘉诚反而大举进军中国大陆市场，成为香港在中国大陆的最大投资者。江泽民主政时期，李嘉诚家族在中国大陆的生意一直红火。胡锦涛接任中共中央总书记后，李家在大陆的商业并未受到影响。
另外，李嘉诚旗下的“长和系”在中国大陆变相囤地也饱受诟病。多年来，“长和系”在中国近十个城市十余个项目，均通过“蜗牛式”开发方式，延长土地开发周期从6年到10多年不等。其中，李嘉诚在北京明十三陵附近“皇家别墅”北新嘉园项目合同约定2004年11月开工，但10年之后的2014年，该项目依然未见开盘动静。李嘉诚公司一名离职员工向报界表示，李嘉诚拿到一个项目后一般五六年后能真正进入开发阶段算是快的，多数项目一直处于设计阶段。2015年9月29日，李嘉誠及長和集團发表聲明：「最近一些人对我本人和集团作出毫无根据的指责，惹来网民及传媒的关注。在此，我多谢各位的关心，并藉此机会作出回应。首先感谢国内、香港以及国外的朋友对我的肯定和信任，我明白言论自由是一把两刃刀，因此一篇似是而非的文章，也可引发热烈讨论，这是可以理解的，但文章的文理扭曲，语调令人不寒而栗，深感遗憾。」

### 港大醫學院命名
2005年5月7日，香港大學宣佈獲李嘉誠及李嘉誠基金會十億港元捐款，5月18日港大建議將醫學院命名為「李嘉誠醫學院」以表彰李嘉誠及其基金會的慷慨捐贈，並獲港大校務委員會一致通過。此決定曾引起醫學院舊生的關注及反對，也引來香港社會強烈反響，校方後來表示將維持原來決定，而李嘉誠亦發公開信表示「沒有改變自己的看法」。香港大學醫學院於2006年1月1日正式命名為「香港大學李嘉誠醫學院」。

### 日出康城心曠神怡論
日出康城（LOHAS Park）是長實集團旗下位於將軍澳小赤沙將軍澳第86區的大型住宅項目，有報刊指出日出康城距離新界東南堆填區只有約850米，附近還有將軍澳工業邨，而環保署亦證實有兩個沼氣排放設施距離日出康城不足250米，而一條環保大道之隔則是污水處理廠（只在密閉空間內處理污水）。因此日出康城部份居民表示長期聞到非常強烈的臭味，但在一次長實的業績會上，作為長實主席的李嘉誠被問及有關日出康城附近環境臭味嚴重，有居民入住此發現此問題，以後長實會如何進行其他單位的銷售？李嘉誠的回應是他有很多的地盤沒有去過，但剛巧去日出康城數小時，並說看到堆填區中的綠化區，覺得非常漂亮，令人「心曠神怡」。自此，這段說話被傳媒大肆報導，成為城中一時熱話。

### 羅國輝神父之魔鬼論
2010年10月31日，當日為萬聖節前夕，神父羅國輝大談鬼神外，指邪靈惡魔不是最可怕，直指李嘉誠大起發水樓、飲食集團大家樂壓榨員工才是真正「食人的魔鬼」。翌日，李嘉誠派代表聯絡教區，對羅神父的說話表示「不高興」，要求教區回應，否則採取法律行動。羅神父得知投訴後表明「一人做事一人當」，表示要告就告他一人。事件令不少香港人批評李嘉誠毫不尊重宗教自由，發聲明威脅神父要採取法律行動，更是公然對言論自由的一種侵犯。

### 被問及如何鼓勵香港去創新
2014年3月，李嘉誠接受財新網訪問，提到新加坡和香港的營商環境及社會氣氛。「1997年時香港的GDP跟新加坡一樣，但今天新加坡高於香港最少三分之一。香港一定要提高競爭力。香港若真的走上民粹主義之路，就會像野馬易放難收。」李嘉誠說，「新加坡是先天不足，香港則是寵壞了的孩子。香港近來民粹主義升騰，照這樣下去，用不了五六年就會面目全非。」

### 對香港政改及民主表態
2014年8月，李嘉誠主動公開談及香港政改議題，「爭取民主的努力，每一步，也不會是徒勞無功的任務」，「我深信，在中華民族的民主進程中，必定有我們香港人智慧的風采。」他還說，現時社會對政制有不同意見、訴求及擔心，他認為是文明社會正常現象。並說，儘管各界就政改問題有「一團矛盾」，亦應「堅堅決決向前走」。但部分言論遭中共官方媒體刪除。新華社於2014年10月25日在其網站上刊載英文報道批評李嘉誠等人未明確表態其是否支持「雨傘革命」、未積極響應北京當局號召，但在七小時後新華網急急撤下英文報導。

### 2016年旺角騷亂後表態
2016年2月發生旺角騷亂，3月17日李嘉誠在業績記者會上就社會事件表態，以唐代章懷太子李賢詩句「黃台之瓜、何堪再摘」勸諫港人「不好的事不要再搞落去」，指即使對政治有不同看法，都要從香港利益出發，不能傷害香港。他亦反對港獨，反問「香港有何資格獨立？」，稱大部分港人不會認同，是脫離現實。

### 2017年香港特首選舉提名表態
根據眾新聞報導，長和系董事局主席李嘉誠於2017年2月19日出席活動時，被問到特首選戰，他表示，早在林鄭月娥表明參選前，他已決定不會提名任何人參選。李嘉誠說，自己與包括胡國興、葉劉淑儀、曾俊華等幾個參選人都是熟朋友，提名任何一人都會得罪他人。但他強調自己一定會投票，沒有人知道他投給誰，他之後也不會透露。

### 就反對《逃犯條例》修訂草案運動表態
2019年夏季香港爆發大規模反對逃犯條例修訂草案運動，8月16日李嘉誠以「一個香港市民李嘉誠」名義，於香港主要報章頭版或內頁刊登全版廣告（蘋果日報除外），其訊息有兩款，一則為簡單八字「黃台之瓜，何堪再摘。」（刊登於東方日報、大公報、頭條日報、晴報、信報等）；另一則中間有反暴力標誌，上寫「最好的因、可成最壞的果」，左寫「愛自由、愛包容、愛法治」，右寫「愛中國、愛香港、愛自己」，下寫「以愛之義、止息怒憤」，各取末字可連成「因果由國，容港治己，義憤民誠」之句（刊登於明報、星島日報、成報、文匯報、香港商報、經濟日報等）。而「黃台之瓜，何堪再摘」一句出自唐代章懷太子李賢，李嘉誠曾在2016年3月回應旺角骚乱事件時亦有引用。
他的發言人表示刊登廣告主要因為他認為香港長期繁榮穩定，繫於一國兩制行穩致遠，今日香港要停止暴力，堅守法治。而有兩種廣告是因為「目前香港形勢複雜，難以用單一語言或溝通方法回應」，而年輕人的聲音「震耳欲聾」，他相信政府已在絞盡腦汁想辦法。他亦支持繼續投放資源在青年工作，永不後悔，因為投資青年就是投資未來。他寄語年輕人「不要讓今天的激情，成為明天的遺憾」。
9月12日，中共中央政法委員會微信公眾號“長安劍”發表文章《李嘉誠發聲，到底誰該給香港年輕人「網開一面」》，批評李嘉誠到大埔慈山寺為香港祈福時希望政府對「未來的年輕人網開一面」、年輕人能體諒大局的言論是「縱容暴力」。之後，李嘉誠透過發言人發表聲明回應，對自己的日前的言論被曲解表示十分遺憾，並指多年已習慣了那些莫須有的指責，永遠會虛心接受批評，但最重要的是「寬容不等於縱容，不等於無視法律程序」，重申自己不接受對任何暴力及衝擊法治的行為，希望各方能夠尋求空間進行對話。
對於上述的批評，李嘉誠表示這是有些人別有用心散播惡毒猜疑和假消息，破壞互信，自己「此時此刻要不招風雨」，確實不容易。後來，全國政協常委、星島新聞集團董事會主席何柱國在11月30日的《星島日報》A7全版刊登文章《我所認識的李嘉誠先生》，用李嘉誠基金會的「應急錢計劃」做例子，指出李嘉誠「生冒着承受蜚短流長的風險，堅持挺身而出解中小企於倒懸，皆因明白到作為愛中國，愛香港的社會領袖，有責任為社會穩定出錢出力」，他李嘉誠「是個百分百的愛香港、愛國家的人」。
2023年8月，大公報報道指李嘉誠在2019年反修例事件期間，透過李嘉誠基金會向警察福利基金捐出4,000萬元，以支持紀律部隊「止暴制亂」。

### 出售巴拿马运河港口权益争议
2025年1月，美國總統特朗普就任前就威脅不排除用武力或經濟手段收回巴拿馬運河；與此同時，巴拿马政府开始对当地的和记港口集团子公司进行审计，進駐搜查其辦公室，并审查2021年巴拿马运河港口运营特许合同，该合同因缺乏透明度且为巴拿马经济带来的利益有限而受到批评。2025年2月，新任美國國務卿馬高·魯比奧訪問巴拿馬，他指中國對運河的影響「不可接受」並已違反巴拿馬運河的中立條約，要求立即做出改變，否則美國將採取行動以捍衛權利；同月，巴拿马最高法院提起诉讼，要求取消和记港口集团在巴拿马运河的港口运营合同。2025年3月，长江和记控股同意将和记港口所持巴拿马运河港口权益出售给贝莱德。尽管长和表示交易属商业性质与政治无关，但此次事件仍然引发网民的批评。亦有報導指新買家雖為貝萊德牽頭的「BlackRock-TiL」財團，交易後資產最終將會由意大利的MSC地中海航運公司集團（TiL母企）管理；3月13日，《大公报》刊发评论文章《莫天真 勿糊塗》，指網友普遍对和記港口出售巴拿馬運河的相关资产予以批评，認為“這是沒有腰骨的跪低”。该文章亦被中共中央港澳工作办公室网站转载。3月15日，《大公报》再次发表《伟大的企业家都是铮铮爱国者》的评论文章，强调“伟大的企业家从来不是冷血投机的逐利者，而是热诚傲骨的爱国者”。然而也有評論稱，除了貝萊德方面開的價碼十分優渥外，也有可能私下還被美方施壓所致。3月17日，全国政协副主席梁振英在Facebook专页上间接回应此事称“有些香港商人误信商人无祖国，以为一切在商言商”。3月18日，香港特别行政区行政长官李家超就此回应表示，“特区政府要求外国政府为香港企业，提供公平环境，反对使用胁迫施压手段”，同时指出任何交易要符合法律法规，港府依规处理。同日，中國外交部發言人毛寧昨日在例行記者會上回應相關問題時表示，中方一貫堅決反對利用經濟脅迫、霸道霸凌侵犯損害他國正當權益的行為。3月26日，消息人士指长和集团继续推进出售港口的计划，有关方面正敲定尽职调查、税务、会计等其他交易条款，力争在4月2日前如期签署最终协议。当天，中央港澳办网站转载《大公报》文章《营商不顾国家利益终究会自毁基石》，批评长江和记“在美国胁迫下出卖港口运营权”是“短视的行为”，“助长了霸权主义的气焰”，“对中国的全球港口布局构成了一定的负面影响”。3月28日，据香港媒体报道，长江和记实业宣布不会按照预定日期签署协议，而4月2日并非签署协议的“实际期限”，实际上是可签订协议的最早日期。中华人民共和国国家市场监督管理总局同日表示，将对此次交易展开反垄断审查。

## 榮譽及獎項

### 勳銜
- 比利時利奥波德勋章指挥官勳銜[141]（1986年）
- 英國CBE司令勳銜（1989年1月[9]:108）
- 英國KBE爵級司令勳銜[141]（2000年）
- 香港大紫荊勳章[141]（2001年）
- 法國榮譽軍團司令勳銜[141]（2005年）
- 巴拿馬 Grand Officer of the Order Vasco Nunez de Balboa（英语：Order of Vasco Núñez de Balboa） 勳銜[141]

### 獎項
- 千禧企業家獎[141]
- 卡內基慈善獎及柏克萊獎章[141]

### 榮譽
- 香港太平紳士[141]（1981年[9]:105）
- 香港大學名譽法學博士學位[141]（1986年3月25日[9]:108）
- 加拿大卡爾加里大學名譽法學博士學位[141]（1989年6月9日[9]:108）
- 北京大學名譽博士學位[141]（1992年4月28日[9]:108）
- 香港科技大學榮譽社會科學博士學位[141]（1995年）
- 香港中文大學名譽法學博士學位[141]（1997年）
- 香港城市大學名譽社會科學博士學位[141]（1998年）
- 英國劍橋大學名譽法學博士學位[141]（1999年）
- 香港都會大學名譽社會科學博士學位[141]（1999年）

## 家庭
- 配偶，李嘉誠的原配是其表妹莊月明，兩人1963年4月27日結婚，她是一位很傳統且低調的女士，平時絕少公開露面。她在1990年1月1日死於心臟病，但坊間對她的死因有不同說法，包括自殺[142]。
- 子女，長子李澤鉅（育有婚生3女1子）是長江和記實業的董事局副主席兼集團聯席董事總經理，以及長江實業地產董事總經理兼副主席，被認為是李嘉誠的接班人。1996年曾被張子強綁架，被勒索10.38億港元贖金。張子強其後在中國大陸被捕和處決。次子李澤楷（育有3个私生子）是香港最大電訊網絡供應商——電訊盈科的董事局主席。目前身家約44億美元。李澤楷已經收購香港的《信報》50%的股權，並提出收購電訊盈科的全數股權，但最終失敗。

## 以其命名的建築物

### 香港
- 佛教李嘉誠護理安老院
- 明愛李嘉誠護理安老院
- 香港聖公會李嘉誠護理安老院
- 香港大學李嘉誠醫學院
- 香港中文大學李嘉誠醫學大樓[143]
- 威爾斯親王醫院李嘉誠專科診所
- 香港理工大學李嘉誠樓[144]
- 香港都會大學李嘉誠專業進修學院
- 東華三院李嘉誠中學
- 迦密中學新翼李嘉誠樓
- 嘉兆臺 [145]

### 加拿大
- 阿爾伯塔大學李嘉誠創新健康研究學院暨病毒學研究院（英语：University_of_Alberta#Health_research_innovation_facilities）[146][147]
- 多倫多聖米高醫院李嘉誠知識研究院（附屬大學：多倫多大學）[148][149]

### 美國
- 史丹福大學醫學院李嘉誠知識研究中心[150]
- 加利福尼亞大學柏克萊分校李嘉誠生物醫學與健康科學中心

### 新加坡
- 新加坡管理大學李嘉誠圖書館

## 大眾文化

### 電影
- 《富貴黃金屋》：1992年電影，方平飾演李無良，影射李嘉誠。
- 《新難兄難弟》：1993年電影，李子雄飾演李家成，影射李嘉誠。
- 《驚天大賊王》：1998年電影，周志輝飾演李仁，影射李嘉誠。
- 《轟天綁架大富豪》：1999年電影，角色李友誠影射李嘉誠。
- 《千王之王2000》：1999年電影，羅家英飾演李孖成，影射李嘉誠。
- 《树大招风》：2016电影，岳华饰演何裕基，影射李嘉诚。
- 《追龍II：賊王》：2019年電影，曹世平飾演利百川，影射李嘉誠。
- 《風再起時》：2023年電影，敖嘉年於刪剪片段中飾演阿誠，影射李嘉誠。

### 電視
- 《香港傳奇人物之商業超人》：1991年電視電影，林立三飾演劉應明，影射李嘉誠。
- 《大時代》：1992年電視劇，郭德信飾演韋家誠，影射李嘉誠。
- 《我和殭屍有個約會》：1998年電視劇，司馬華龍飾演李家英，影射李嘉誠。
- 《縱橫四海》：1999年電視劇，陶大宇飾演利家豪(利兆天爸爸)，影射李嘉誠。
- 《家园》：1999年電視劇，赵文瑄飾演林怀中，影射李嘉誠。
- 《世紀之戰》：2000年電視劇，林乃忠飾演利家誠，影射李嘉誠。
- 《香港亂噏》：2009年政治戲仿節目，鄭啟泰扮演李加乘，模仿李嘉誠。
- 《20世紀少男少女》：2017年韓國電視劇，區軒瑋飾演리카싱（李嘉誠）。